# Теорема Кронекера — Капеллі
Теорема Кронекера — Капеллі — критерій сумісності системи лінійних алгебраїчних рівнянь:
{\displaystyle A\mathbf {x} =\mathbf {b} .}
СЛАР має розв'язки тоді й лише тоді, коли ранг її матриці {\displaystyle \ A} дорівнює рангу її розширеної матриці {\displaystyle \ B=[A|\mathbf {b} ].}
- Система має єдиний розв'язок, якщо ранг дорівнює кількості невідомих,
- і нескінченно багато розв'язків, якщо ранг менший кількості невідомих.

## Необхідність
Нехай СЛАР сумісна, тоді існує розв'язок: {\displaystyle \ x_{1},\dots ,x_{n}} такий, що {\displaystyle \ \mathbf {b} =x_{1}a_{1}+\dots +x_{n}a_{n}.}
Тобто, стовпець {\displaystyle \ \mathbf {b} } є лінійною комбінацією стовпців матриці {\displaystyle \ A.}
Отже {\displaystyle \operatorname {rang} A=\operatorname {rang} B.}

## Достатність
Нехай {\displaystyle \operatorname {rang} A=\operatorname {rang} B=r.} Візьмемо у матриці {\displaystyle \ A} будь-який базисний мінор.
Так як {\displaystyle \operatorname {rang} B=r}, то він буде базисним мінором і для матриці {\displaystyle \ B.}
Тоді згідно з теоремою про базисний мінор, останній стовпець матриці {\displaystyle \ B} буде лінійною комбінацією базисних стовпчиків, тобто стовпців матриці {\displaystyle \ A.}
Отже, стовпець вільних членів системи є лінійною комбінацією стовпців матриці {\displaystyle \ A,} коефіцієнти такої лінійної комбінації і будуть розв'язком СЛАР.